# Kupon

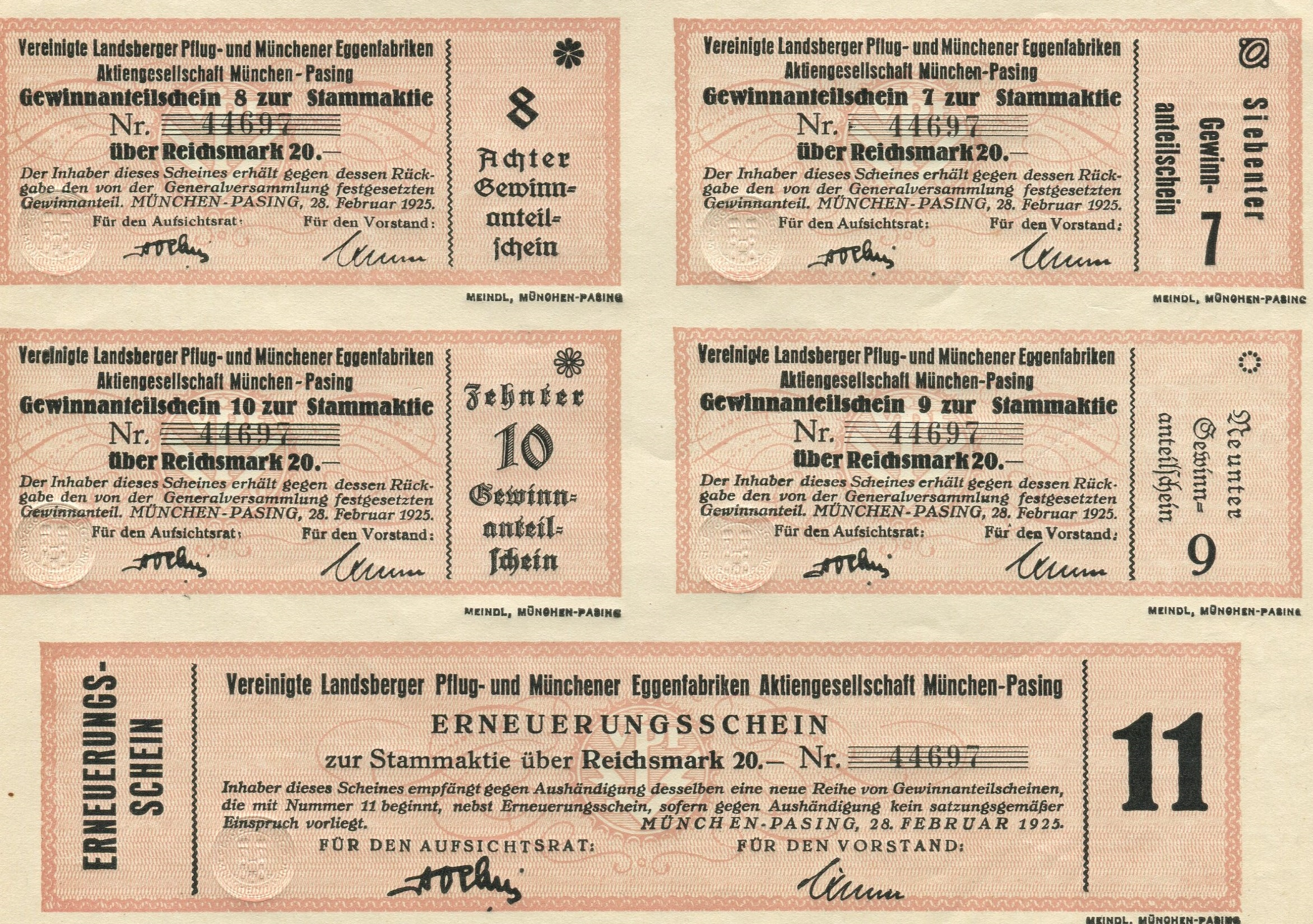
Heute wertlose Kupons von 1925

Ein Kupon ([ku'pɔ̃], auch Coupon, von französisch couper, „schneiden, ausschneiden“) ist der Abschnitt eines Wertpapieres, der gewöhnlich zur Einlösung eines Gewinnanteils („Dividendenschein“) oder Zinses („Zinsschein“, „Zinskupon“) berechtigt.

## Allgemeines
Aktien und Anleihen bestanden früher aus der eigentlichen Urkunde („Mantel“) und dem „Bogen“, der eine Vielzahl von Zins- oder Dividendenscheinen („Kupons“) und einen Erneuerungsschein (auch „Talon“ genannt) enthielt. Historisch ergab sich der Begriff Kupon daraus, dass vom Bogen jeweils zum Zins- oder Dividendentermin ein Kupon abgeschnitten wurde und gegen Bargeld oder Gutschrift am Fälligkeitstag eingetauscht werden konnte (siehe auch Tafelgeschäft). Bei Aktien konnten ggf. weitere Rechte, insbesondere Bezugsrechte für neue (junge) Aktien aus Kapitalerhöhungen oder den Bezug von Wandelschuldverschreibungen mit Kupons geltend gemacht werden. War der letzte Kupon auf dem Bogen verbraucht, so konnte der Aktionär mit einem Erneuerungsschein einen vollen Kuponbogen beantragen.
Im Regelfall werden heute Anleihen, Aktien oder ähnliche Wertpapiere nur noch stückelos als Wertrechte im Rahmen der Girosammelverwahrung bei einem Zentralverwahrer in einer Globalurkunde verbrieft. Die Zahlung der Zinsen oder Dividenden erfolgt automatisch zum vorgesehenen Termin durch die Zahlstelle. Eine Terminkontrolle ist wie früher nicht mehr erforderlich.
Im Börsenjargon wird dieser Begriff auch als Synonym für den Nominalzins einer Anleihe verwendet. Dabei besagt ein Kupon von 6 %, dass zum jeweiligen Zinstermin zeitanteilig 6 Prozent des Nominalwerts als Zins gezahlt werden.

## Rechtliche Regelungen
Auch ein Zins- oder Dividendenschein ist ein Inhaberpapier. Es verbrieft das Recht, an einem bestimmten Termin den Betrag der Zinsen oder Dividenden in der Währung des Wertpapiers geltend zu machen. Der Kupon berechtigt seinen Inhaber, die hierin verbrieften Dividenden oder Zinsen geltend zu machen. Die Verjährung von Ansprüchen aus Zinsscheinen beträgt gemäß § 801 Abs. 1 Satz 2 BGB zwei Jahre von dem Ende der Vorlegungsfrist an, sofern der Zinsschein innerhalb der Vorlegungsfrist vorgelegt wurde. Die Vorlegungsfrist endet gemäß § 801 Abs. 2 BGB am 31. Dezember des vierten auf die Fälligkeit folgenden Jahres. Die Verjährungsfrist bei Kupons von Investmentzertifikaten (Publikumsfonds) beträgt vier Jahre.